# Децим Абурий Басс
Де́цим Абу́рий Басс (лат. Decimus Aburius Bassus; умер после 85 года) — римский государственный и политический деятель, консул-суффект 85 года.

## Биография
Номен Басса — «Абурий» (Aburius) — встречается достаточно редко среди римских родовых имён той эпохи. По всей видимости, он происходил из Этрурии. О карьере Децима Абурия известно только лишь, что с сентября по октябрь 85 года он занимал должность консула-суффекта. Дальнейшая его судьба неизвестна.

## Примечание
1. ↑  Источник. Дата обращения: 15 ноября 2022. Архивировано 15 ноября 2022 года.